# Dryopteris wladiwostokensis
Dryopteris wladiwostokensis là một loài dương xỉ trong họ Dryopteridaceae. Loài này được Kom. mô tả khoa học đầu tiên..
Danh pháp khoa học của loài này chưa được làm sáng tỏ. 